# 仁布乡
仁布乡（藏語：རིན་སྤུངས་），是中华人民共和国西藏自治区日喀则市仁布县下辖的一个乡镇级行政单位。

## 行政区划
仁布乡下辖以下地区：
日龙布村、行夏村、察米村、明村、江嘎达村、仁布村和白林村。